# 藤井賢
藤井 賢（ふじい けん、1929年〈昭和4年〉5月28日 - 2018年〈平成30年〉10月23日）は、日本の政治家。綾南町議（2期）、香川県議（6期）、綾南町長（5期）、綾川町長（3期）を歴任した。

## 経歴
1929年5月28日、香川県綾歌郡綾南町（現綾川町）の農家に生まれる。1945年に香川県立主基農業学校（現香川県立農業経営高等学校）を卒業した。農業に従事後、1958年に綾南町議会議員に初当選し、2期務めた。1963年、香川県議会議員に初当選し、6期務めた。1986年、第38回衆議院選挙に旧香川2区から日本社会党公認で立候補するが、次点で落選した。1987年に綾南町長に初当選を果たした。1999年8月17日、無投票で4選を果たした。2003年8月20日、無投票で5選を果たした。2006年に綾南町と綾上町が合併して発足した綾川町の町長に無投票で当選した。2010年の選挙で無投票で再選。2012年7月25日、前日に退任した奈良県川上村長大谷一二に代わって、全国最年長首長になった。

### 2014年綾川町長選挙
2014年の選挙はこれまでとは一転して、4人での選挙戦となったが当選して3選を果たした。
※当日有権者数：20,543人 最終投票率：69.38%（前回比：-pts）
| 候補者名 | 年齢 | 所属党派 | 新旧別 | 得票数  | 得票率 | 推薦・支持 |
| -------- | ---- | -------- | ------ | ------- | ------ | ---------- |
| 藤井賢   | 84   | 無所属   | 現     | 7,528票 | 54.1%  | -          |
| 村瀬秀則 | 52   | 無所属   | 新     | 3,937票 | 28.3%  | -          |
| 前田博文 | 62   | 無所属   | 新     | 1,935票 | 13.9%  | -          |
| 三好東曜 | 35   | 無所属   | 新     | 525票   | 3.8%   | -          |

2017年12月に開かれた定例の町議会で、翌年に行われる綾川町長選挙に立候補しない意向を表明した。2018年4月の任期満了をもって、綾川町長を退任した。退任後、綾川町の名誉町民に初めて選ばれた。同年、10月23日に急性心臓死のため死去した。叙正五位、旭日中綬章追贈。

## 政策
綾川町長時代に、イオン綾川の誘致や琴電綾川駅の整備など、町の活性化に尽力した。

## 栄典
- 1990年 - 藍綬褒章[2]
- 2018年 - 旭日中綬章 正五位

## その他
- 公用車に乗る際は、後部座席ではなく助手席に座った。これに関して、「みんなのお顔を拝見できるでしょ。これがやっぱり町長の仕事ですな」と語っている[1]。

- 綾川町長在職中に、通院や墓参り、応援演説に公用車を使用していた事が判明した[16]。綾川町は「高齢のため体調面を考慮した」と説明している。また、墓参りや応援演説については、「今後、見直しを考える」としている。

## 著作
- 『五十年町と共に歩む』現代企画、2019年11月。